# Recopa Africana 1992
La Recopa Africana 1992 es la 18.ª edición de este torneo de fútbol a nivel de clubes de África organizado por la CAF y que contó con la participación de 38 equipos campeones de copa de sus respectivos países, 2 más que en la edición anterior.
El Africa Sports de Costa de Marfil venció en la final al Vital'O FC de Burundi para ser el primer equipo de Costa de Marfil en ganar el título.

## Ronda Preliminar
| Equipo 1           | Agr.         | Equipo 2         | Ida | Vuelta |
| ------------------ | ------------ | ---------------- | --- | ------ |
| ASDR Fatima        | 4–1          | Atlético Malabo  | 3–0 | 1–1    |
| Chief Santos       | w/o1         | Centre Chiefs    | —   | —      |
| Denver Sundowns    | 6–4          | Clube de Gaza    | 5–3 | 1–1    |
| Mogas 90 FC        | 3–2          | Postel 2000 FC   | 3–0 | 0–2    |
| Ports Authority FC | 3–1          | AS Amical Douane | 3–0 | 0–1    |
| Railways SC        | 1–1 (3:2 p.) | Matlama FC       | 1–0 | 0–1    |

1- El Chief Santos abandonó el torneo antes del partido de ida.

## Primera Ronda
| Equipo 1           | Agr.         | Equipo 2           | Ida | Vuelta |
| ------------------ | ------------ | ------------------ | --- | ------ |
| AFC Leopards       | 2–3          | Al-Ahly            | 2–1 | 0–2    |
| AS Mandé           | 2–5          | USM Bel-Abbès      | 2–0 | 0–5    |
| ASDR Fatima        | 1–0          | Tonnerre Yaoundé   | 1–0 | 0–0    |
| Al-Merrikh         | 2–1          | Express FC         | 1–0 | 1–1    |
| Centre Chiefs      | 0–6          | Power Dynamos      | 0–2 | 0–4    |
| Denver Sundowns    | 2–6          | Kabwe Warriors     | 1–3 | 1–3    |
| ASC Diaraf         | 2–3          | ASFAG              | 0–1 | 2–2    |
| Elecsport          | 2–1          | El-Kanemi Warriors | 2–0 | 0–1    |
| Invincible Eleven  | 1–2          | Great Olympics     | 0–2 | 1–0    |
| Mogas 90 FC        | 1–1 (v.)     | Étoile du Sahel    | 0–0 | 1–1    |
| Olympic FC         | 1–0          | Al-Ahly            | 1–0 | 0–0    |
| Petro Atlético     | 1–1 (3:4 p.) | DC Motema Pembe    | 1–0 | 0–1    |
| Ports Authority FC | 2–6          | Africa Sports      | 2–2 | 0–4    |
| Railways SC        | w/o1         | Hwange FC          | —   | —      |
| US Mbila Nzambi    | 2–0          | ASFA Yennenga      | 2–0 | 0–0    |
| Vital'O FC         | 2–2 (4:3 p.) | BTM Antananarivo   | 2–0 | 0–2    |

1- El Hwange abandonó el torneo antes del partido de ida.

## Segunda Ronda
| Equipo 1       | Agr.         | Equipo 2             | Ida | Vuelta |
| -------------- | ------------ | -------------------- | --- | ------ |
| Africa Sports  | 6–2          | USM Bel-Abbès        | 5–1 | 1–1    |
| Motema Pembe   | 4–3          | Great Olympics       | 4–2 | 0–1    |
| Elecsport      | 2–4          | ASDR Fatima          | 1–0 | 1–4    |
| Kabwe Warriors | 1–1 (3-4 p.) | Al-Ahly              | 1–0 | 0–1    |
| Mogas          | 3–2          | ASFAG                | 3–1 | 0–1    |
| Olympic FC     | 3–3 (v.)     | Mbila Nzambi         | 3–2 | 0–1    |
| Railways       | 3–4          | Al-Merreikh Omdurmán | 2–1 | 1–3    |
| Vital'O        | w/o1         | Power Dynamos        | —   | —      |

1- El Power Dynamos abandonó el torneo antes del partido de ida.

## Cuartos de final
| Equipo 1             | Agr. | Equipo 2      | Ida | Vuelta |
| -------------------- | ---- | ------------- | --- | ------ |
| ASDR Fatima          | 1–2  | Vital'O       | 0–0 | 1–2    |
| Al-Merreikh Omdurmán | 4–2  | Mbila Nzambi  | 3–0 | 1–2    |
| Mogas                | 0–2  | Motema Pembe  | 0–0 | 0–2    |
| Al-Ahly              | 2–3  | Africa Sports | 2–0 | 0–3    |

## Semifinales
| Equipo 1             | Agr. | Equipo 2     | Ida | Vuelta |
| -------------------- | ---- | ------------ | --- | ------ |
| Africa Sports        | 5–3  | Motema Pembe | 4–2 | 1–1    |
| Al-Merreikh Omdurmán | 3–4  | Vital'O      | 1–0 | 2–4    |

## Final
| Equipo 1 | Agr. | Equipo 2      | Ida | Vuelta |
| -------- | ---- | ------------- | --- | ------ |
| Vital'O  | 1–5  | Africa Sports | 1–1 | 0–4    |

## Campeón
| Recopa Africana 1992       |
| -------------------------- |
| Bandera de Costa de Marfil |
| Africa Sports 1º Título    |